# قمبود مورغاني
قمبود مورغاني (الاسم العلمي: Campodea morgani) هو نوع من الحيوانات يتبع جنس القمبود من فصيلة القمابيد.